# إيفلين سلاتر
إيفلين سلاتر (بالإنجليزية: Eve Slater)‏ هي طبيبة أمريكية، ولدت في 16 مارس 1945 في ويست أورنج في الولايات المتحدة.